# William Bateson
William Bateson (Whitby, 8 de agosto de 1861 - Merton, 8 de febrero de 1926) fue un biólogo y genetista inglés, uno de los redescubridores del trabajo de Gregor Mendel, razón por la que es considerado uno de los fundadores de la genética humana. Fue muy crítico con la concepción exclusivamente cromosómica de la herencia y defendió una teoría saltacionista de la evolución, en oposición a la teoría de Charles Darwin, de carácter gradualista.

## Biografía
Cursó estudios en St John's College de la Universidad de Cambridge. Trabajó como ayudante de la cátedra de Zoología y aprovechó las posibilidades que le ofrecía el Jardín botánico para dedicarse al estudio de los problemas de la variación y de la herencia, por los que se interesó desde el comienzo de su vida científica.
En 1909 fue elegido catedrático de Biología, un puesto para cinco años dotado anónimamente. En 1910 pasó a ocupar la dirección del Instituto de Horticultura John Innes, en Merton.
Su relación con el mendelismo se manifiesta en su primer trabajo titulado Hibridación y cruzamiento como método de investigación científica, que presentó en la I Conferencia Internacional sobre Hibridación, celebrada en Londres en 1899. Fue quien dio las primeras noticias en Inglaterra sobre las investigaciones de Mendel, convirtiéndose desde entonces en uno de sus grandes defensores.
En 1902 publicó "Los principios mendelianos de la herencia: una defensa", con la traducción de los trabajos originales de Mendel sobre hibridación, publicados en 1866. Sugirió por primera vez el término Genética para la ciencia de la herencia y de la variación. También creó los términos homocigoto, heterocigoto, alelomorfo (más tarde abreviado a alelo) y epistático.

## Obra

### Variación vs. morfología
Bateson se formó en la tradición de la morfología evolucionista inaugurada en Gran Bretaña por Thomas Huxley, Ray Lankester y Francis Balfour, realizando su tesis sobre la embriología de Balanoglossus. La semejanza entre el desarrollo del colon de Balanoglossus y Ascidiae convirtió a este género en un grupo esencial para comprender el origen de los vertebrados. No obstante, a partir de 1885 comenzó a ser cada vez más escéptico ante esta corriente, criticando los excesos especulativos de muchas reconstrucciones filogenéticas. A partir de entonces, se dedicó al estudio de la variación. Bateson ejemplifica, así, la actitud general de una generación de naturalistas insatisfecha ante la falta de rigor de las reconstituciones filogenéticas.
Bateson realizó grandes aportes  a la terminología biológica actual: el término genética, la denominación de los factores mendelianos como alelomorfos, y los conceptos de homocigoto y heterocigoto.

### Saltacionismo
Junto con William Brooks, Bateson dudaba de que la selección natural pudiese explicar la especiación. En su libro Materials for the study of variation, Bateson recopiló una gran cantidad de datos sobre variaciones discontinuas que, en su opinión, podrían constituir los pasos necesarios para la especiación, frente a lo postulado por el gradualismo darwiniano.
Bateson fue uno de los líderes de la escuela "mendelista", entonces asociada con el saltacionismo y enfrentada a la escuela de los biométricos, liderada por Weldon y Karl Pearson.
Para fundamentar su creencia en el carácter discontinuo del cambio evolutivo, Bateson defendió una teoría vibratoria de la herencia que, en su opinión, daba mejor cuenta de los saltos evolutivos.

### Teratología
Bateson estudió con especial atención las transformaciones relacionadas con el número de partes de un organismo y con los reemplazos de órganos. En este contexto, acuñó el término homeosis para definir la adquisición por parte de un órgano de características propias de otro órgano. Se trataba, en su opinión, de un concepto más apropiado para entender las homologías, frente a los métodos anatómicos y embriológicos tradicionales.
Bateson investigó sistemáticamente todas las variaciones de monstruosidades naturales para comprender las modalidades de la evolución.

## Abreviatura (zoología)
La abreviatura Bateson  se emplea para indicar a William Bateson como autoridad en la descripción y taxonomía en zoología.